# استوای گرمایی

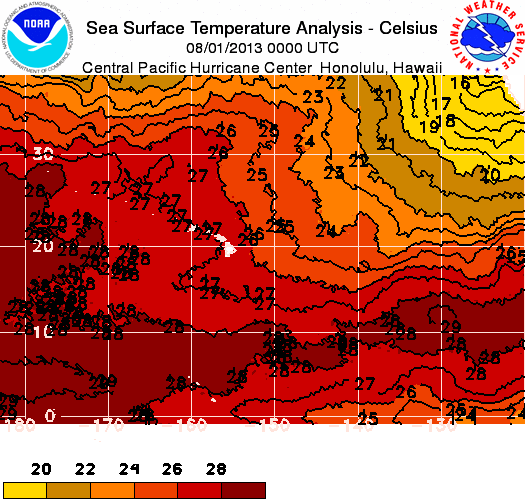
تحلیل دمای سطح دریا در اقیانوس آرام آشکارا نشان می‌دهد که بالاترین مقادیر دما (28 C و بالاتر) در امتداد مدار ۱۰ درجه شمالی است و نه در امتداد استوای جغرافیایی (مدار صفر درجه). دلیل آن دو جریان آب سرد کالیفرنیا در شمال‌شرقی و هامبالت در امتداد خط استوا است. دمای هوا در جزایر هاوایی (به‌رنگ سفید) نسبت به مناطق روی خط استوا در سواحل آمریکای جنوبی بالاتر است زیرا آب‌های سرد ناشی از خیزش آب در امتداد ساحل کالیفرنیا از استوای گرمایی دورتر هستند و بنابراین، این آب‌های سرد در طول چندین هزار کیلومتر گرم می‌شوند.

استوای گرمایی یا استوای حرارتی کمربندی در پیرامون زمین است که نشان‌دهنده مناطقی است که دارای بالاترین میانگین سالانه دما در هر طول جغرافیایی در پیرامون کره زمین هستند. به دلیل اینکه دمای محلی تحت تأثیر جغرافیای هر منطقه، رشته‌کوه‌ها و جریان‌های اقیانوسی است، گرادیان دمایی یکسان وجود ندارد و به همین دلیل استوای گرمایی با استوا جغرافیایی زمین منطبق نیست.
اصطلاح استوای گرمایی برای بیان کمربند بیشینه دما در اطراف زمین نیز مورد استفاده قرار می‌گیرد که این کمربند بین مدار رأس‌السرطان و مدار رأس‌الجدی جابه‌جا می‌شود. این منطقه به نام منطقه همگرایی درون‌گرمسیری شناخته می‌شود و نتیجه وزش بادهای تجارتی از بخش‌های شمالی و جنوبی دو نیم‌کره زمین است که در نهایت به یکدیگر می‌پیوندند.
بر پایه یک تعریف دیگر، استوای گرمایی به یک عرض جغرافیایی گفته می‌شود که در آن تابش خورشیدی در طول سال یکسان است. در این تعریف، استوای گرمایی با استوای نجومی متفاوت است زیرا حضیض زمین (کم‌ترین فاصله زمین و خورشید) در اول دی‌ماه و اوج آن (بیش‌ترین فاصله زمین و خورشید) در اول تیرماه است؛ بنابراین در اول دی، تابش خورشیدی در مدار صفر درجه (استوای جغرافیایی) نسبت به اول تیر تا حدودی بالاتر است، گرچه ارتفاع خورشید در هنگام ظهر و طول روز (از طلوع تا غروب) در اصل یکسان است. چند درجه در شمال استوا، عامل اوج و حضیض به دلیل زاویه نسبتاً مستقیم‌تر خورشید تعدیل شده و طولانی‌تر شدم نسبی طول روز در زمان انقلاب تابستانی در نیم‌کره شمالی (اول تیر)، باعث می‌شود تا سطح تابش خورشیدی در هر دو فصل تابستان و زمستان تقریباً یکسان باشد.
شهر چنای (مدرس) در هند واقع در عرض جغرافیایی ۱۳ درجه شمالی، بر روی استوای گرمایی طول جغرافیایی خود (۸۰ درجه شرقی) قرار دارد.